# Ryuichi Kiyonari

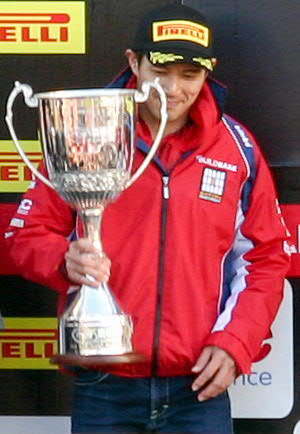
Ryuichi Kiyonari op Brands Hatch in 2014.

Ryuichi Kiyonari (Japans: 清成龍一, Kiyonari Ryūichi, Kawagoe, 23 september 1982) is een Japans motorcoureur. In 2006, 2007 en 2010 werd hij kampioen in het Brits kampioenschap superbike.

## Carrière
Kiyonari maakte in 1988 zijn motorsportdebuut in het motorcross. In 1996 maakte hij de overstap naar het wegrace en in 1998 maakte hij zijn debuut in de 125 cc-klasse van het All Japan Road Race Championship. In 1999 bleef hij in deze klasse rijden, terwijl hij in 2000 en 2001 overstapte naar de 250 cc-klasse van dit kampioenschap. In 2002 reed hij binnen het kampioenschap in zowel de superbike- als Supersport-klasse. In de superbike werd hij met een overwinning twaalfde, terwijl hij in de Supersport met vier zeges kampioen werd.
In 2003 begon Kiyonari het seizoen in het Japans kampioenschap superbike. Ook debuteerde hij dat jaar in het wereldkampioenschap Supersport op een Honda in zijn thuisrace op Sugo, waarin hij achter Christian Kellner tweede werd. Vervolgens werd hij opgeroepen om dat seizoen te debuteren in de MotoGP-klasse van het wereldkampioenschap wegrace bij het team Telefónica Movistar Honda, waar hij diende als vervanger voor Daijiro Kato, die na een ongeluk tijdens de eerste race in Japan om het leven kwam. Kiyonari behaalde zijn beste resultaten met twee elfde plaatsen in Catalonië en de Pacific en werd met 22 punten twintigste in de eindstand.
In 2004 maakte Kiyonari de overstap naar het Brits kampioenschap superbike, waarin hij op een Honda reed. Al in het eerste weekend op Silverstone behaalde hij twee tweede plaatsen. In de rest van het seizoen stond hij nog vier keer op het podium, waaronder twee zeges in het laatste weekend op Donington Park. Met 234 punten werd hij zesde in het klassement. In 2005 won hij de eerste vier races op Brands Hatch en het Thruxton Circuit, voordat hij op Mallory Park bij een ongeluk zijn enkel brak. Hij keerde terug in het vijfde weekend op Mondello Park en behaalde in de rest van de races nog acht overwinningen. Met 429 punten werd hij uiteindelijk achter Gregorio Lavilla tweede in het kampioenschap. Aan het eind van dat jaar keerde hij terug in de MotoGP om op een Honda voor Camel Honda in te vallen voor de geblesseerde Troy Bayliss. Hij eindigde de race als twaalfde. Verder won hij, samen met Tohru Ukawa, de 8 uur van Suzuka.

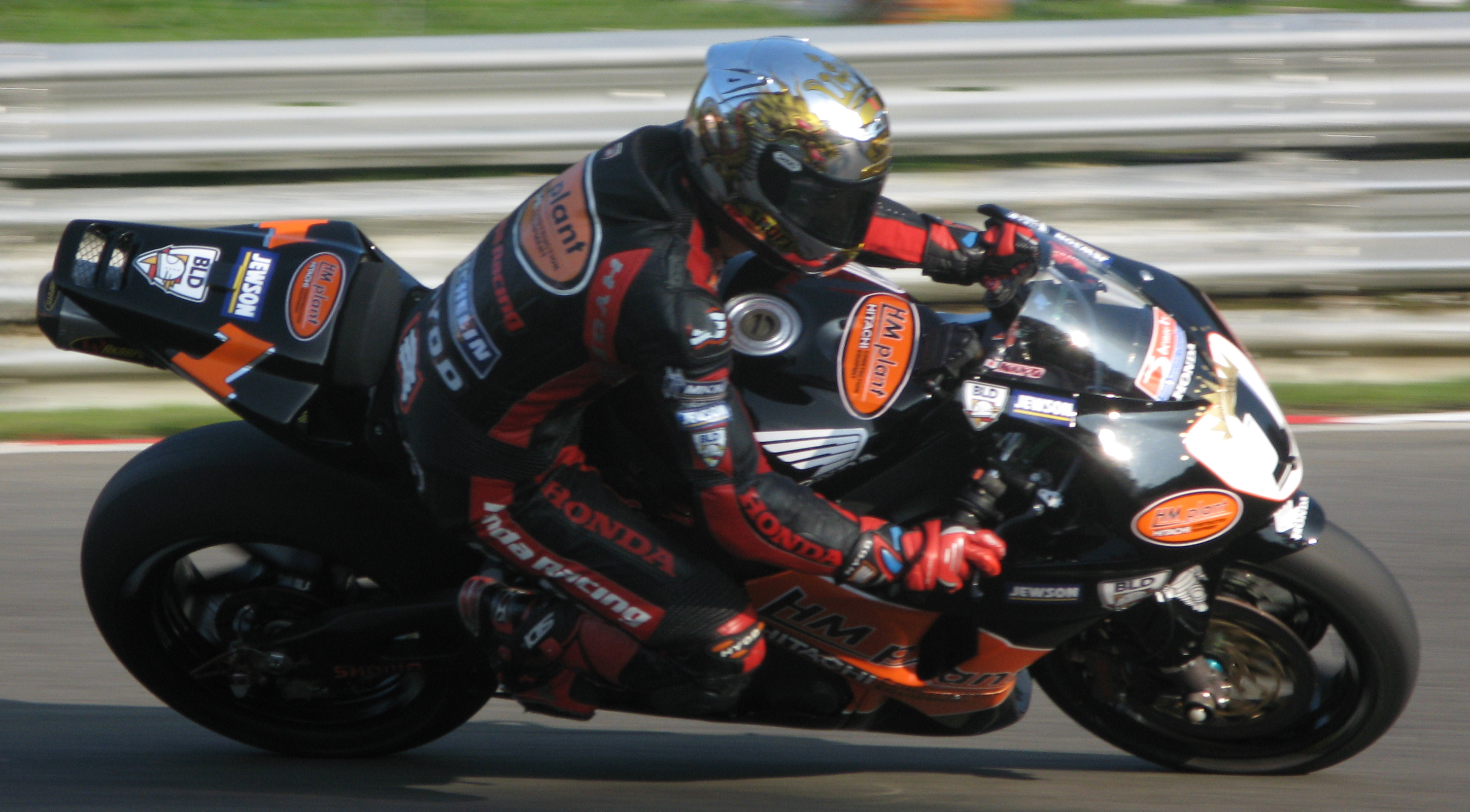
Ryuichi Kiyonari op Brands Hatch in 2007.

In 2006 bleef Kiyonari actief in het Brits kampioenschap superbike op een Honda. Hij was het hele seizoen met Lavilla en Leon Haslam in de strijd om de titel. Lavilla won zeven van de eerste tien races, terwijl Kiyonari in deze periode enkel op Brands Hatch en Mallory Park wist te winnen. Hierna won hij zes van de volgende zeven races, terwijl Lavilla een aantal keren niet aan de finish kwam. Op dit moment stond hij derde in de tussenstand, maar met twee zeges in het weekend op Silverstone kwam hij met een punt achterstand op Lavilla naar het laatste weekend op Brands Hatch, waar dubbele punten te halen waren. Met een zege en een tweede plaats werd hij met 466 punten voor het eerst kampioen in de klasse. In 2007 wist hij zijn titel te prolongeren met negen overwinningen en negen andere podiumfinishes, waardoor hij 433 punten behaalde. Dat jaar keerde hij ook voor twee races terug in het Japans kampioenschap superbike, die hij allebei won.

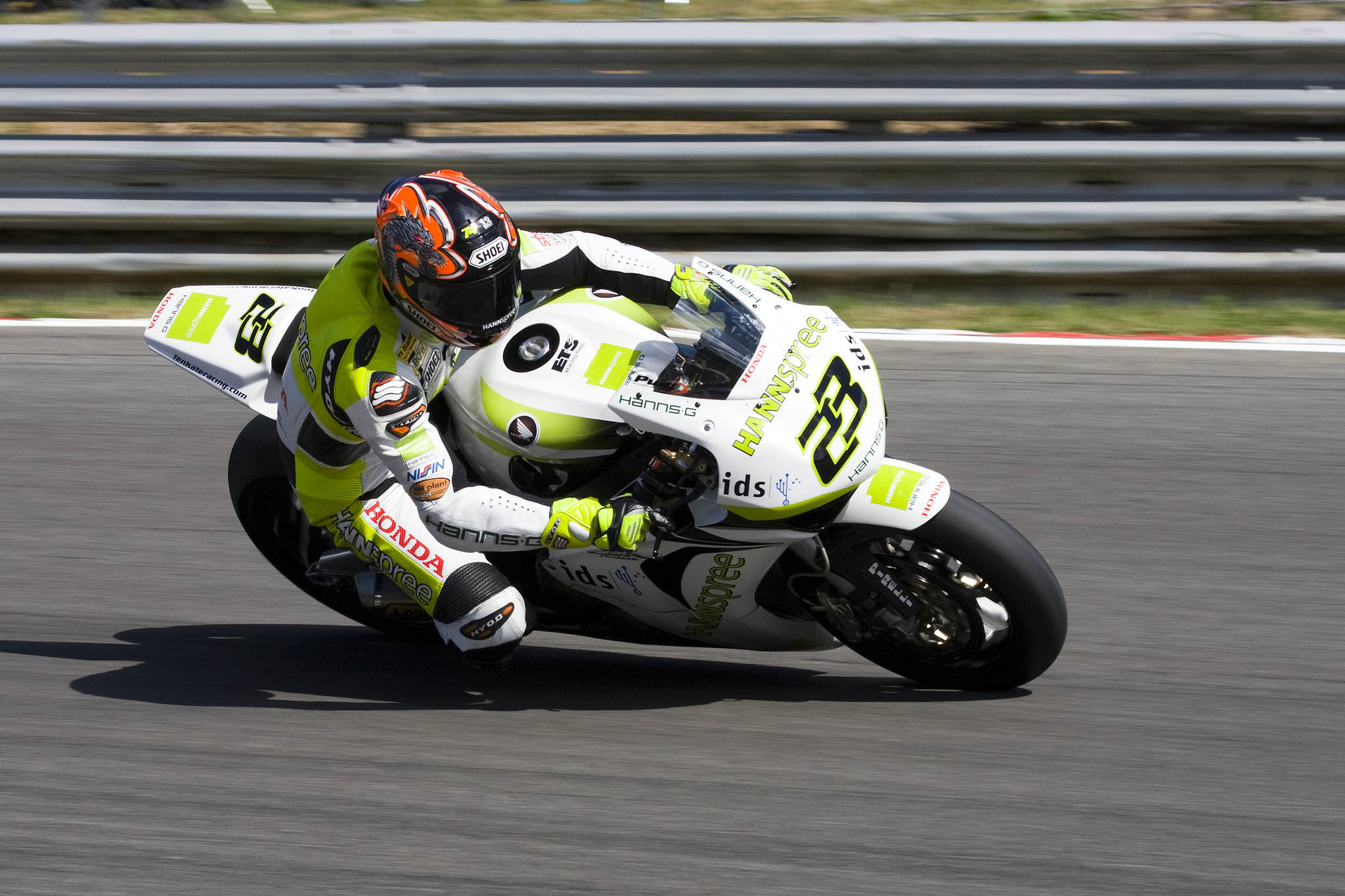
Ryuichi Kiyonari op Brands Hatch in 2008.

In 2008 maakte Kiyonari de overstap naar het wereldkampioenschap superbike, waarin hij op een Honda reed. Hij behaalde zijn eerste podiumplaats op Monza, waarin hij als eerste de uit de laatste bocht kwam, maar hierbij een fout maakte en zodoende werd ingehaald door zowel Noriyuki Haga als Max Neukirchner. Later dat jaar behaalde hij wel twee overwinningen op Brands Hatch en een op Donington. Aan het eind van het jaar moest hij de races op Magny-Cours missen, nadat hij twee weken eerder bij een test op hetzelfde circuit bij een val zijn sleutelbeen brak. Met 206 punten werd hij negende in het eindklassement. Ook won hij samen met Carlos Checa voor de tweede keer de 8 uur van Suzuka. In 2009 bleef hij actief in de klasse, maar kwam hij nooit verder dan twee podiumplaatsen op Monza. Met 141 punten werd hij ditmaal elfde in de eindstand. Ook keerde hij dat jaar terug in het Brits kampioenschap superbike op een Honda als eenmalige vervanger van de geblesseerde Glen Richards op het Croft Circuit en werd vierde en achttiende in de races.

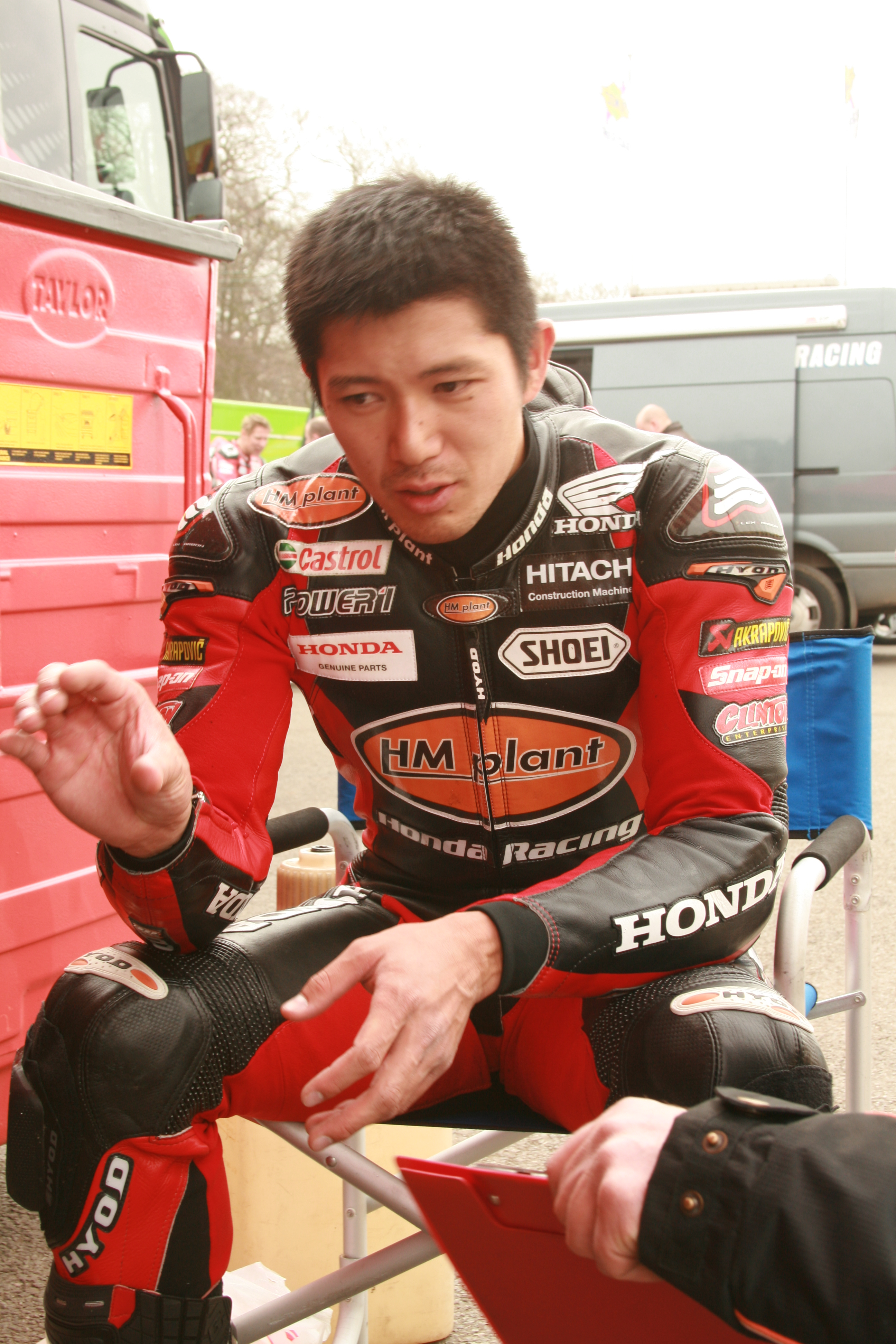
Ryuichi Kiyonari in 2011.

In 2010 keerde Kiyonari terug als fulltime coureur in het Brits kampioenschap superbike op een Honda. In totaal won hij zeven races: drie op Oulton Park, twee op Mallory Park en een op zowel Cadwell Park en het Snetterton Motor Racing Circuit. Met 649 punten werd hij voor de derde keer kampioen in de klasse. Ook keerde hij dat jaar terug in het WK superbike in het weekend op Silverstone als wildcardrijder en eindigde de races op de plaatsen 21 en 16. In 2011 won hij twee races in het Brits kampioenschap op Oulton en Snetterton, terwijl hij in de rest van de races enkel op Brands Hatch een podiumplaats behaalde. Met 526 punten werd hij zesde in de eindstand. Verder won hij in beide jaren de 8 uur van Suzuka; in 2010 in een team met Takumi Takahashi en Takaaki Nakagami, terwijl hij in 2011 won met Kousuke Akiyoshi en Shinichi Ito.

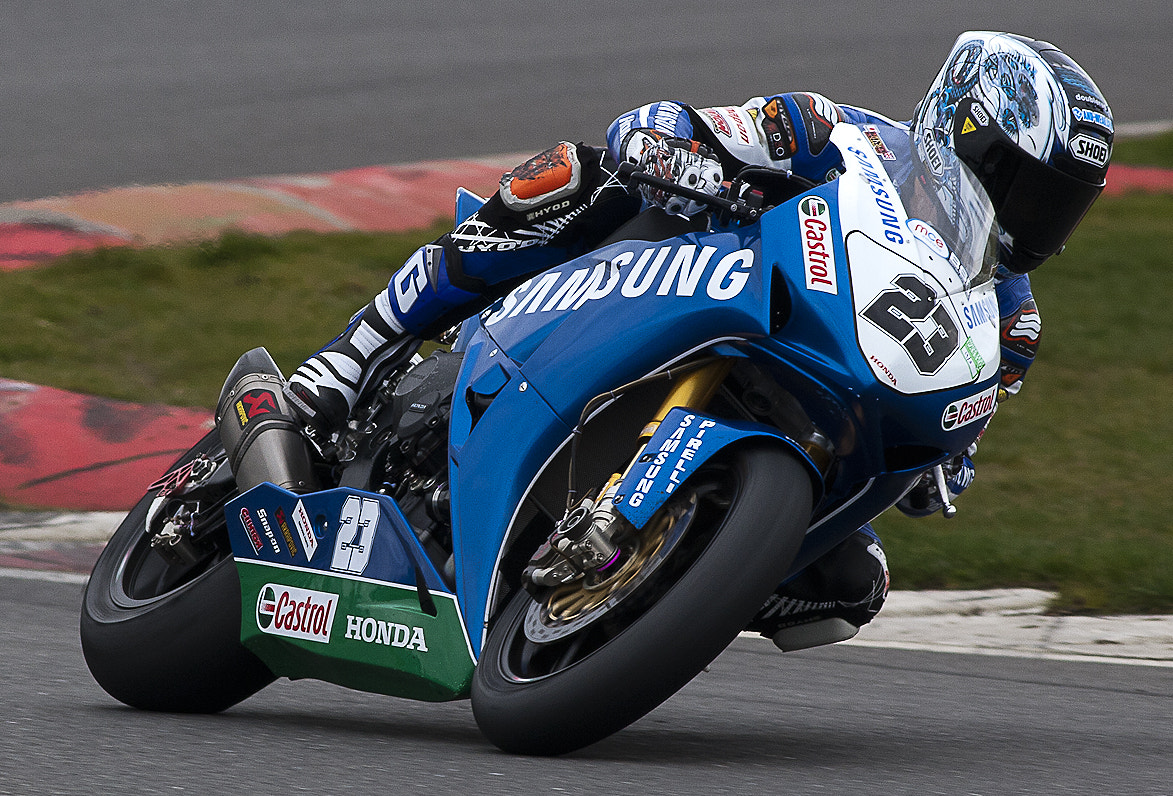
Ryuichi Kiyonari op het Knockhill Racing Circuit in 2013.

In 2012 ging Kiyonari naar Azië om op een Honda te rijden in het Aziatisch kampioenschap Supersport, dat hij met vijf zeges en 231 punten op zijn naam wist te schrijven. In 2013 keerde hij wederom terug naar het Brits kampioenschap superbike, waarin hij op een Honda vijf podiumplaatsen behaalde. Met 522 punten werd hij zesde in de eindstand. In 2014 stapte hij binnen de klasse over naar een BMW en reed zo voor het eerst voor een andere constructeur dan Honda. Hij won zeven races: twee op zowel Oulton Park en Donington Park en een op het Knockhill Racing Circuit, Brands Hatch en Silverstone. Hij was tot het laatste weekend in de strijd om het kampioenschap, maar vanwege een blessure kon hij niet deelnemen in de seizoensfinale op Brands Hatch, zodat hij achter Shane Byrne tweede werd met 620 punten.
In 2015 kende Kiyonari een moeilijk seizoen in de klasse. Hij stond weliswaar op pole position in de eerste race op Donington, maar tijdens de races kwam hij nooit verder dan een vierde plaats. Ook moest hij tegen het eind van het jaar een aantal races missen. Met 66 punten werd hij twintigste in het kampioenschap. In 2016 stapte hij over naar een Suzuki, maar werden zijn resultaten alleen maar minder: een zevende plaats op Thruxton was zijn beste resultaat, voordat hij na zeven raceweekenden het team verliet. Hierna keerde hij terug naar BMW, waarin hij opnieuw een zevende plaats behaalde in de laatste race op Brands Hatch. Met 42 punten werd hij opnieuw twintigste in de eindstand. In 2017 kwam hij uit in het Japans kampioenschap superbike op een Honda en werd hierin elfde met 92 punten. In 2018 won hij een race en werd hij met 143,5 punten achtste. Tevens keerde hij dat terug naar het Brits kampioenschap in het weekend op Oulton op een Honda als vervanger van de geblesseerde Dan Linfoot en werd twaalfde en vijftiende in de races.
In 2019 keerde Kiyonari terug naar het WK superbike op een Honda. Hij kende een zwaar seizoen, waarin een elfde plaats op Donington zijn beste resultaat was. Met 24 punten werd hij negentiende in het klassement, als de laatste coureur die alle races reed. In 2020 keerde hij terug naar het Japans kampioenschap superbike, waarin hij op een Honda drie podiumplaatsen behaalde en met 144 punten achter Kohta Nozane tweede werd in de eindstand. In 2021 stond hij zes keer op het podium, maar werd hij met 138,5 punten ditmaal derde in de eindstand.